# Trang Ý
Trang Ý, nome completo Vũ Thị Hài o Vũ Thị Duyên (in chữ nho: 莊懿; Distretto di Lệ Thủy, 20 giugno 1828 – Huế, 3 giugno 1902), è stata un'imperatrice vietnamita, moglie di Tự Đức e madre adottiva di Dục Đức.

## Biografia
Era una figlia di Vũ Xuân Cẩn. Non ha avuto figli con Tự Đức e ha adottato Dục Đức. Dopo la morte di Tự Đức, le fu concesso il titolo di Imperatrice Khiêm (vietnamita: Khiêm Hoàng hậu ), ed elevata alla posizione di uno dei "Tam Cung" (三宮) insieme a Từ Dụ e alla consorte vedova imperiale Nguyễn Văn Thị Hương.
Tôn Thất Thuyết decise di lanciare il movimento Cần Vương contro i coloni francesi. I "Tam Cung" fuggirono alla tomba di Tự Đức insieme all'imperatore Hàm Nghi. Thuyết decise di portarli in una base di montagna a Tân Sở, e poi andò in Cina per nascondersi e cercare rinforzi. I "Tam Cung" si rifiutarono di accettare le richieste di Thuyết e tornarono nella capitale dello Stato, Huế.
Le fu concesso il titolo di Imperatrice Vedova Trang Ý (vietnamita: Trang Ý hoàng thái hậu) da Đồng Khánh nel 1887, ed elevata a Grande Imperatrice Vedova Trang Ý (vietnamita: Trang Ý thái hoàng thái hậu) da Thành Thái nel 1889. Morì nel 1902, e le fu dato il nome postumo Imperatrice Lệ Thiên.